# Akadien

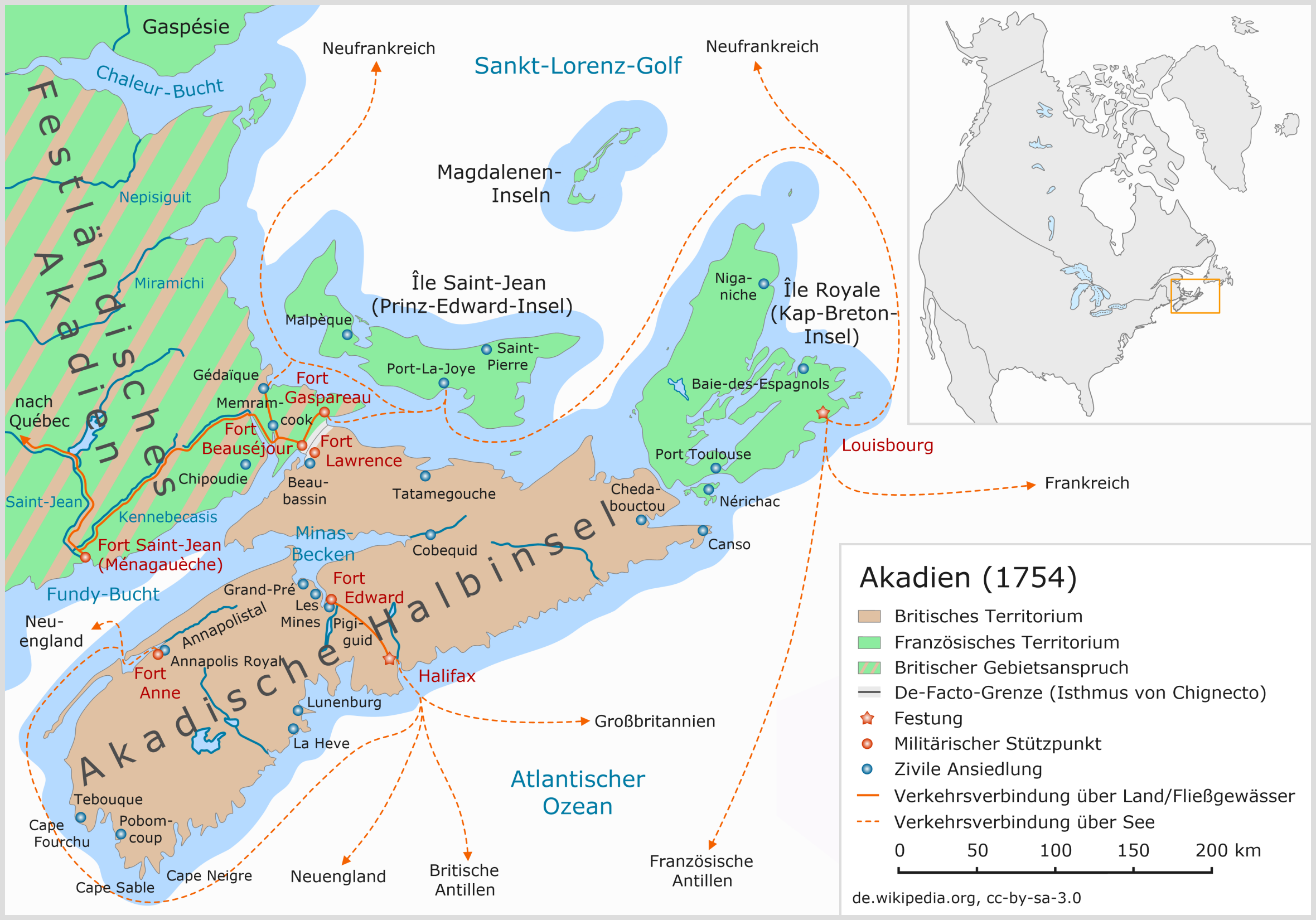
Akadien (1754)

Akadien (frz. Acadie, engl. Acadia) ist die deutschsprachige Bezeichnung für ein ehemaliges französisches Kolonialgebiet, das im nordöstlichen Teil Nordamerikas lag. Seine geschichtliche Entwicklung wurde im Wesentlichen von den beiden rivalisierenden Kolonialmächten Frankreich und Großbritannien geprägt. Der französische Anspruch auf Akadien wurde hauptsächlich mit den Expeditionsfahrten der beiden Seefahrer Giovanni da Verrazzano und Jacques Cartier begründet, der britische fußte vor allem auf der Erkundungsreise von Giovanni Caboto. Die Grenzen des Territoriums waren nie exakt definiert worden und blieben bis zum Ende seiner Geschichte umstritten. Das historische Akadien umfasste ungefähr das Gebiet der heutigen kanadischen Provinzen Nova Scotia, New Brunswick, Prince Edward Island und mit dem Süden der Gaspé-Halbinsel auch Teile der Provinz Québec. Weiterhin zählte dazu auch noch der nordöstliche Teil des US-Bundesstaates Maine.
Zu den Nachkommen der ersten europäischen Siedler siehe Akadier

## Namensherkunft
Die Herkunft des Namens ist ungeklärt, wahrscheinlich wurde er aber von dem Mi’kmaq-Wort quod(d)y abgeleitet, das als cadie in die französische Sprache Eingang fand. Dieser indianische Begriff bedeutet in der Kombination mit Ortsnamen so viel wie besonders fruchtbare Orte, er findet sich auch in heutigen Ortsnamen, zum Beispiel Tracadie, wieder. Eine andere Interpretation der Namensherkunft geht von einer etymologischen Verbindung mit der griechischen Landschaft Arkadien aus. Diese zweite Erklärung geht auf den florentinischen Seefahrer Giovanni da Verrazano zurück, der 1524 die Ostküste Nordamerikas in französischem Auftrag erkundet hatte. In seinem Bericht an den französischen König hatte er dabei im Rahmen eines Vegetationsvergleichs auch den Begriff Archadia erwähnt.

## Geschichte

### Anfänge

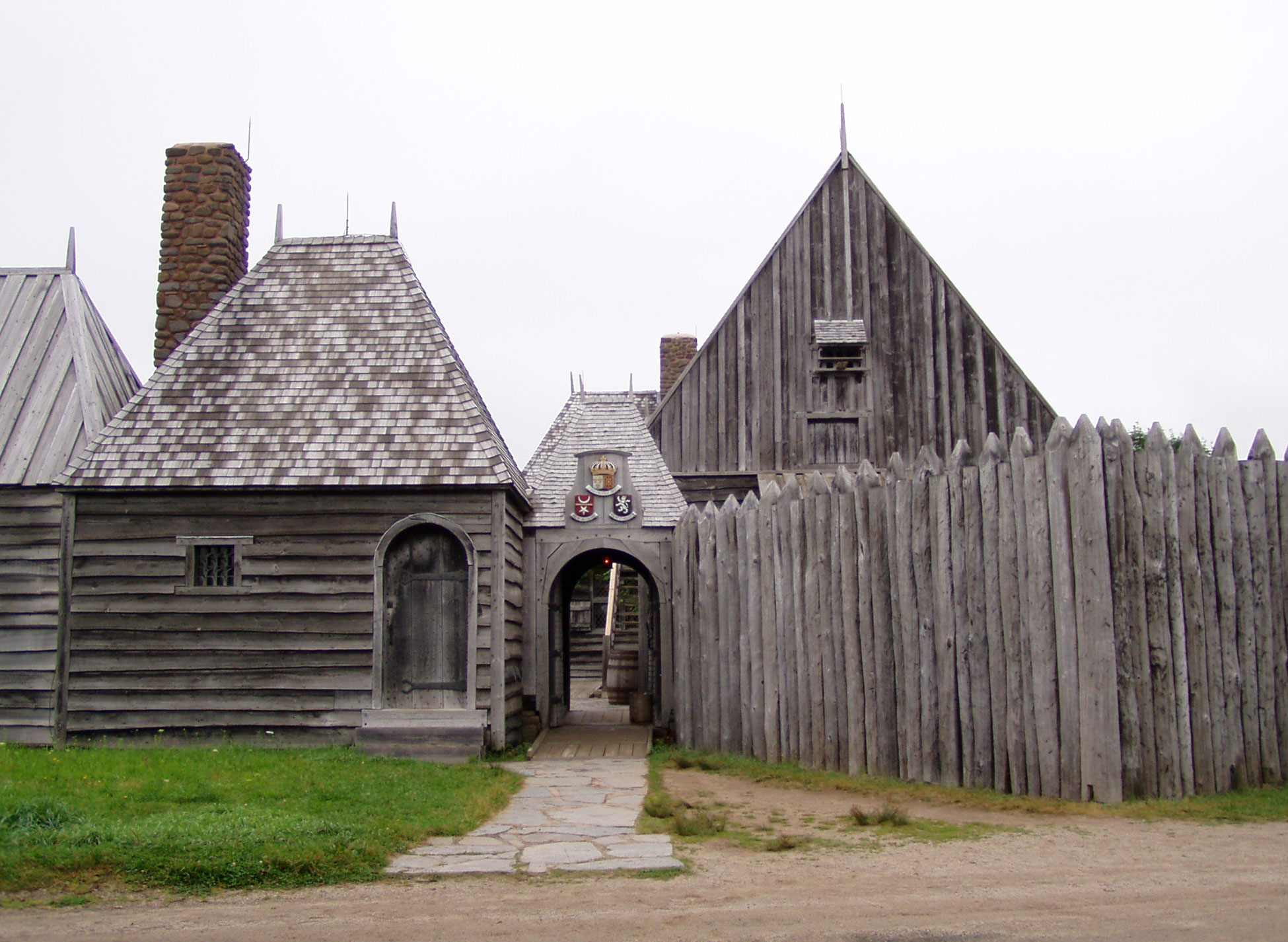
Rekonstruktion von Port Royal, der ersten französischen Dauersiedlung, die auf amerikanischem Festland errichtet wurde

Bei der Ankunft der ersten Europäer war das Gebiet von den indianischen Stämmen der Mi’kmaq, Maliseet und Abenaki besiedelt. 1598 versuchten die Franzosen erstmals eine permanente Siedlung auf der abgelegenen und unbewohnten Sable-Insel zu errichten. Nach dem Scheitern dieses Unternehmens wurde 1604 durch Pierre Dugua und Samuel de Champlain der zweite französische Kolonisationsanlauf auf der Dochet-Insel unternommen, einer kleinen Insel in der Mündung des St.-Croix-Flusses (der heute die Grenze zwischen Kanada und den USA bildet). Die damit geschaffene Ansiedlung wurde ein Jahr später nach Port Royal verlegt, nahe dem heutigen Annapolis Royal in Nova Scotia. Die Gründung von Port Royal gilt heute als der eigentliche Beginn der französischen Kolonisation Nordamerikas und damit der Begründung Neufrankreichs.

### Konfliktreiche Jahrzehnte
Kurz danach begannen zwischen Briten und Franzosen die ersten militärischen Auseinandersetzungen um den Besitz Akadiens, denn für beide Seiten war das Gebiet von erheblicher Bedeutung. Zum einen waren die umgebenden Küstengewässer bedeutende Fanggründe für ihre Fischereiflotten, insbesondere die nördlich davon gelegenen Neufundlandbänke. Noch höher einzuschätzen war jedoch der strategische Wert Akadiens, als dem Südpfeiler des maritimen Eingangstores nach Neufrankreich, der Cabotstraße: Wer ganz Akadien besaß, der konnte die Seewege zum neufranzösischen Hauptsiedlungsgebiet am Sankt-Lorenz-Strom kontrollieren. Die Blockade dieser Seewege hätte Neufrankreich weitgehend von der logistischen Versorgung durch das europäische Mutterland abgeschnitten. Die Herrschaft über Akadien war deshalb während der folgenden Jahrzehnte heftig umkämpft. Mehrfach wechselte das Gebiet den Besitzer, doch bis zum Beginn des 18. Jahrhunderts konnten die Franzosen ihre Vormachtstellung in Akadien behaupten. Zuletzt bildete es dabei zusammen mit dem kanadischen Sankt-Lorenz-Gebiet und Louisiana eine formelle Verwaltungseinheit, nämlich die koloniale Krondomäne Neufrankreich. Akadien war dabei wie die beiden anderen Territorien eine eigenständige Kolonie und wurde von einem eigenen Gouverneur regiert. Dieser unterstand aber dem in Quebéc-Stadt residierenden Intendanten Neufrankreichs, der zugleich auch Gouverneur der kanadischen Kolonie war.

### Akadien wird britisch
Nach mehreren vergeblichen Angriffen gelang es den Briten dann aber 1710 während des Spanischen Erbfolgekrieges, den französischen Hauptstützpunkt Port Royal einzunehmen. Als der Krieg schließlich 1713 mit dem Frieden von Utrecht beendet wurde, musste Akadien endgültig von Frankreich an Großbritannien abgetreten werden. Nur die beiden großen Inseln im Norden blieben von dieser Abtretung ausgenommen: Die Île Saint-Jean (das heutige Prince Edward Island) und vor allem die Île Royale (die heutige Kap-Breton-Insel) waren für die Franzosen zur Absicherung ihrer maritimen Versorgungswege unverzichtbar. Der französische König hatte seine Unterhändler deshalb auch angewiesen, unbedingt auf den Besitz der Kap-Breton-Insel zu bestehen. So verblieben diese beiden Inseln für ein weiteres halbes Jahrhundert unter französischer Herrschaft.
Aufgrund der unklaren Bestimmungen des Friedensvertrages (la nouvelle Écosse, autrement dit Acadie, en son entier, conformément à ses aciennes limites, dt. das neue Schottland, auch Akadien genannt, in seiner Gänze, entsprechend seinen alten Grenzen) war vor allem der festländische Grenzverlauf des abgetretenen Territoriums umstritten. Nach französischer Auffassung bildete der Isthmus von Chignecto (auf dem die heutige Provinzgrenze zwischen New Brunswick und Nova Scotia verläuft) diese Grenzlinie. Die Briten bezogen dagegen in ihrer Interpretation der Vertragsbedingungen auch das nördlich und westlich dieser Landenge gelegene Territorium in ihren Gebietsanspruch mit ein. Tatsächlich verblieb aber auch diese, die heutige Provinz New Brunswick bildende Region unter französischer Kontrolle: der Isthmus von Chignecto bildete bis zur Mitte des 18. Jahrhunderts die faktische Trennlinie zwischen den britischen und französischen Gebieten Akadiens.

### Jahrzehnte des Friedens
Die dem Friedensschluss von Utrecht folgenden drei Jahrzehnte entwickelten sich zur friedfertigsten Periode in der Geschichte Akadiens, denn in dieser Zeit fanden keine offen ausgetragenen militärischen Auseinandersetzung zwischen den Konfliktparteien statt. Die Briten benannten ihr neu erworbenes Kolonialgebiet in Nova Scotia um und etablierten in Annapolis Royal eine dafür zuständige Verwaltungsbehörde. Die Franzosen begannen 1720 auf der Kap-Breton-Insel mit dem Bau der Seefestung Louisbourg, um ihre maritimen Verbindungen im Fall eines neuen Krieges besser schützen zu können. Neben dieser rein militärischen Funktion spielte die neu gegründete Festungsstadt aber auch eine wichtige Rolle als Fischereistützpunkt und Handelszentrum. Die Handelsbeziehungen beschränkten sich dabei nicht nur auf Frankreich und seine überseeischen Kolonien, sondern bezogen auch die Kolonialgebiete anderer Staaten mit ein. Insbesondere mit den britischen Kolonien Neuenglands entwickelte sich ein reger Warenaustausch, es war eine Phase des relativ friedlichen Miteinanders.

### French Neutrals
Die nunmehr unter britischer Herrschaft stehenden französischen Kolonisten Akadiens blieben in dieser Zeit relativ unbehelligt. Die britische Kolonialverwaltung versuchte zwar mehrfach vergeblich, ihnen einen Treueschwur (engl. Oath of allegiance, frz. Serment d’allégeance) auf den englischen König abzuringen. Die Siedler verweigerten jedoch die Ablegung dieses Eides, denn dann hätten sie in allen zukünftigen Konfliktsituationen gezwungen werden können, unter britischer Flagge gegen ihre französischen Landsleute anzutreten. Stattdessen bemühten sie sich darum, ihre strikte Neutralität für den Fall erneuter bewaffneter Auseinandersetzungen zu betonen. Wenn auch widerwillig, so wurde dieses Verhalten über einen längeren Zeitraum von der britischen Kolonialregierung toleriert. Die französischen Kolonisten wurden deshalb von ihnen als French neutrals (französische Neutrale) bezeichnet. Diese selbst nannten sich dagegen Akadier.
Gleichzeitig versuchten auch die Behörden der französischen Restgebiete Akadiens die Siedler wieder in das französische Machtgefüge zu integrieren. Mit der Aussicht auf Unterstützung sollten diese dazu veranlasst werden, in die französischen Gebiete umzusiedeln. Doch nur wenige ließen sich zu einem Umzug bewegen, was vor allem an der großen Fruchtbarkeit ihrer beiden bisherigen Hauptsiedlungsgebiete lag, dem Gebiet um das Minas-Becken und dem Annapolistal. Die ihnen von den französischen Behörden zur Neuansiedlung angebotenen Landstriche waren dagegen von eher karger Natur.

### Neue Kämpfe
Die längste Friedensperiode in der Geschichte Akadiens ging jedoch mit dem Ausbruch des Österreichischen Erbfolgekrieges abrupt zu Ende. Die bedeutendste militärische Auseinandersetzung in diesem Krieg war der Kampf um die strategisch wichtige Festung Louisbourg. 1745 wurde diese von einer hauptsächlich aus neuenglischen Kolonialtruppen bestehenden Streitmacht belagert und schließlich auch eingenommen. Dessen ungeachtet wurde sie durch den 1748 geschlossenen Frieden von Aachen wieder an Frankreich zurückgegeben, im Austausch gegen den britischen Kolonialstützpunkt Madras, der 1746 von französischen Truppen in Indien erobert worden war.

### Der Friede vor dem großen Krieg
Mit dem Friedensschluss von Aachen begann noch einmal eine kurze Phase scheinbaren Friedens in Akadien. Die direkten Kriegshandlungen ruhten zwar weitgehend, aber beide Seiten bereiteten sich schon wieder auf die nächsten Auseinandersetzungen vor. Als Gegengewicht zu Louisbourg begannen die Briten 1749 damit, an der Südwestküste von Nova Scotia eine eigene Festung anzulegen, das heutige Halifax. Ein Jahr später folgte mit der Anlage von Fort Lawrence die Errichtung eines militärischen Stützpunktes an der direkten Konfrontationslinie zwischen britischem und französischem Machtbereich, dem Isthmus von Chignecto. Bereits 1751 reagierten die Franzosen darauf mit dem Bau des unmittelbar nördlich des Grenzfluss Missaguash gelegenen Forts Beauséjour sowie des am östlichen Ende des Isthmus befindlichen kleineren Forts Gaspareaux. Vier Jahre lang lagen sich dann die beiden bedeutendsten Großmächte der damaligen Zeit in direkter Sichtweite gegenüber, die Landenge von Chignecto wurde zum Checkpoint Charlie des 18. Jahrhunderts.

### Die politische Großwetterlage
In den wenigen Friedensjahren, die dem Österreichischen Erbfolgekrieg folgten, kam es in Europa zu einer Umgruppierung der traditionellen Bündnissysteme, der Umkehrung der Allianzen. Für Großbritannien bedeutete dieser Bündniswechsel, dass es sich seiner bisherigen Beistandsverpflichtungen gegenüber dem habsburgischen Österreich entledigen konnte. Stattdessen konnte es seine militärischen Anstrengungen nun in weit größerem Maß auf die überseeischen Interessengebiete konzentrieren, vor allem auf Indien und Amerika. In Nordamerika hatte sich mittlerweile das Tal des Ohio zu einem Brennpunkt der Auseinandersetzungen beider Konfliktparteien entwickelt. Ohne dass der Kriegszustand erklärt worden wäre, kam es dort bereits seit 1754 zu ersten Kämpfen, in denen sich zunächst aber die französischen Truppen und ihre indianischen Verbündeten behaupten konnten. Die Auseinandersetzungen und Spannungen dieses unerklärten Krieges führten 1756 schließlich zum Ausbruch des alles entscheidenden Siebenjährigen Krieges. Sein amerikanisches Pendant, der bereits seit 1754 geführte Konflikt, wird als Franzosen- und Indianerkrieg bezeichnet.

### Der letzte Akt
Nach den militärischen Rückschlägen in Nordamerika beschloss die britische Regierung 1755 die Durchführung mehrerer Offensiven, um den französischen Einfluss entscheidend zurückzudrängen. Doch nahezu alle Angriffe scheiterten, lediglich die beiden französischen Forts auf der Landenge von Chignecto konnten von britischen Truppen im Juni 1755 erobert werden. Zu den Verteidigern von Fort Beauséjour hatten auch akadische Milizionäre gehört, die aus dem französisch kontrollierten Teil Akadiens stammten und von der französischen Armee zum Militärdienst eingezogen worden waren. Die britischen Behörden von Nova Scotia nahmen dies zum Anlass, von den in ihrem Machtbereich ansässigen akadischen Siedlern erneut die Ablegung des Treueschwures zu fordern. Wie bereits mehrfach zuvor, verweigerten diese jedoch wiederum die Ablegung des Eides. Daraufhin fassten die britischen Behörden den Beschluss, alle akadischen Kolonisten in die englischen Kolonien an der Ostküste Nordamerikas zu deportieren. Nur einer Minderzahl der verfolgten Siedler gelang es danach, sich den Zwangsmaßnahmen zu entziehen und nach Westen und weiter bis nach Louisiana zu fliehen. Die Tragödie dieser Deportation der Akadier wurde von Henry Wadsworth Longfellow in seiner Verserzählung Evangeline (1847) beschrieben.
Mit dem Verlust der beiden Isthmus-Forts war der französischen Herrschaft im festländischen Akadien das Rückgrat gebrochen worden. Die wenigen verbliebenen Truppen zogen sich in die Wälder zurück und leisteten den siegreichen Briten in einem mehrjährigen Kleinkrieg nur noch hinhaltenden Widerstand. 1758 wurde schließlich auch Louisbourg erneut von britischen Streitkräften eingenommen, und mit dem Fall dieser Schlüsselstellung fiel nicht nur die Kap-Breton-Insel endgültig in britische Hände, sondern ebenso das unbefestigte Prince Edward Island. Die Bewohner beider Inseln wurden danach von den Briten nach Frankreich deportiert. Das letzte größere Gefecht in Akadien fand 1760 in der Chaleur-Bucht statt, als die Reste einer für Kanada bestimmten französischen Nachschubflotte dort vergeblich Schutz vor britischen Kriegsschiffen suchten.

### Das Ende Akadiens
Die französische Niederlage im Siebenjährigen Krieg wurde 1763 mit dem Pariser Frieden besiegelt. Mit der damit erfolgten Abtretung Neufrankreichs verzichtete Frankreich endgültig auf seine Kolonialgebiete im Nordosten Nordamerikas. Der Name des Territoriums lebt heute noch in der Regionsbezeichnung sowie in der Bezeichnung seiner ersten europäischen Kolonisten als Akadier fort.
Das Gebiet wurde bis zur Gründung von New Brunswick ein Teil der britischen Kolonie Nova Scotia.